# Гамма-сепаратор
Гамма-сепаратор (рос. гамма-сепаратор, англ. gamma-separator, нім. Gamma-Abscheider m) — радіометричний сепаратор, в якому вихідний матеріал розділяється на компоненти за їх природним гамма-випромінюванням.